# Вторгнення в США (фільм)
Вторгнення в США (англ. Invasion U.S.A.) — американський бойовик режисера Джозефа Зіто.

## Сюжет
Відставний агент ЦРУ змушений повернутися в стрій після висадки у Флориді радянських терористів, що загрожує захопленням всієї країни. Тим більше що нарешті надається можливість знищити давнього ворога — агента Михайла Ростова. Але і радянський шпигун теж хоче поквитатися зі своїм старим знайомим.

## У ролях
- Чак Норріс — Метт Хантер
- Річард Лінч — Михаїл Ростов
- Мелісса Профет — Макгуаєр
- Александр Зейл — Нікко
- Алекс Колон — Томас
- Едді Джонс — Кессіді
- Джон Де Вріз — Джонстон
- Джеймс О'Салліван — Харпер
- Біллі Драго — Міккі
- Джеймі Санчес — Кастільо
- Дел Берті — Джон Ігл
- Стівен Маркл — Флінн

## Цікаві факти
- У фільмі є епізод, коли Хантер і Ростов дивляться по телевізору класичний фантастичний фільм «Вторгнення в США» 1952 року, в якому прибульці тероризують Америку.
- Роль настирливої журналістки спочатку призначалася Вупі Голдберг, але потім режисер Джозеф Зіто передумав.
- На зйомках було підірвано і спалено досить багато приватних житлових будинків. Всі ці сцени знімалися на півдні Атланти, біля міжнародного аеропорту «Хартсфілд — Джексон». Ці будинки були викуплені для розширення території аеропорту і підготовлені до зносу, на момент зйомок вони пустували.
- Слідом за випуском фільму в жовтні 1985 року видавництвом «Pinnacle Books» була видана книга.